# Dagmar Lassander
Dagmar Lassander (eigentlich Dagmar Regine Hader; * 16. Juni 1943 in Prag) ist eine deutsche Schauspielerin.

## Leben
Die Tochter einer Deutsch-Chilenin und eines Franzosen begann als Kostümbildnerin und arbeitete unter anderem an der Deutschen Oper in Berlin. Nach Schauspielunterricht bei Claus Holm gab ihr Will Tremper 1966 die erste kleine Filmrolle.
Sie war bald auf das Fach der lasziven Verführerin festgelegt und wurde ab 1969, als sie in dem psychedelischen Giallo Femina ridens besetzt wurde, in dieser Art auch beim internationalen Film eingesetzt, besonders in italienischen Produktionen. Sie wirkte in den siebziger und achtziger Jahren in einer beträchtlichen Zahl von Sexkomödien, Krimis und Horrorfilmen mit. In Plattfuß in Afrika spielte sie an der Seite von Bud Spencer. 1983 war sie in dem Agenten-Thriller S.A.S. Malko – Im Auftrag des Pentagon zu sehen und war dann in der Thriller-Serie Allein gegen die Mafia in vielen Folgen als Professor Sebastiano Cannitos Ehefrau Manuela dabei. Seit Mitte der 1980er Jahre hatte sie ihre Fernseharbeiten – das Genrekino geriet in die Krise – intensiviert. Zuletzt war sie 1994 in der deutschen Fernsehserie Alles Glück dieser Erde zu sehen. 2016 stand sie nach langer Drehpause in Tommaso unter der Regie von Kim Rossi Stuart wieder vor der Kamera.
Lassander war mehrmals verheiratet.

## Filmografie (Auswahl)
- 1966: Sperrbezirk
- 1967: Orgel und Raketen
- 1967: Der Mörderclub von Brooklyn
- 1968: Straßenbekanntschaften auf St. Pauli
- 1968: Andrea – wie ein Blatt auf nackter Haut
- 1968: Quartett im Bett
- 1969: Femina ridens
- 1970: Von Haut zu Haut
- 1970: Alibi nella luce rossa
- 1970: Red Wedding Night (Il rosso segno della follia)
- 1970: Frauen bis zum Wahnsinn gequält (Le foto proibite di una signora per bene)
- 1971: Die Bestie mit dem feurigen Atem (L’iguana dalla lingua di fuoco)
- 1973: Im Dutzend zur Hölle (Il consigliori)
- 1974: Verginità
- 1974: Der Oberst mit dem Dachschaden schlägt wieder zu (Basta con la guerra… facciamo l’amore)
- 1974: Das Rattennest (Una donna per sette bastardi)
- 1974: Pusteblume
- 1975: Il vizio ha le calze nere
- 1975: Sonne, Sand und heiße Schenkel (Peccati di gioventù)
- 1976: Das Todesriff (Sfida sul fondo)
- 1976: Werewolf Woman (La lupa mannara)
- 1976: Die frechen Teens drehen ein neues Ding (Classe mista)
- 1976: Der Dreh mit dem Millionencoup (Gli amici di Nick Hezard)
- 1976: Emanuelle im Sexrausch (Emanuelle nera No. 2)
- 1976: Der schwarze Korsar (Il corsaro nero)
- 1978: Killer sterben einsam (I gabbiani volano basso)
- 1978: Plattfuß in Afrika (Piedone l’africano)
- 1981: Das Haus an der Friedhofsmauer (Quella villa accanto al cimitero)
- 1981: The Black Cat (Il gatto nero)
- 1982: S.A.S. Malko – Im Auftrag des Pentagon (S.A.S. à San Salvador)
- 1984: Formel eins und heiße Mädchen (Delitto in formula Uno)
- 1984: Monster Shark (Shark: Rosso nell’oceano)
- 1985: Allein gegen die Mafia 2 (La piovra 2), 4 Episoden (Serie)
- 1985: Die Lust (Il piacere)
- 1985: Das Wunder
- 1987: Die Familie (La famiglia)
- 1989: Passi d’amore
- 1991: Junge Liebe, 6 Episoden (Serie)
- 1994: Alles Glück dieser Erde (Serie)
- 1998: Cerco l’amore, 3 Episoden (Serie)
- 2016: Tommaso